# Odo galapagoensis
Odo galapagoensis är en spindelart som beskrevs av Banks 1902. Odo galapagoensis ingår i släktet Odo och familjen taggfotsspindlar. Inga underarter finns listade i Catalogue of Life.